# Nina (Thiene)
La Nina è un'antica tradizione della città di Thiene. Il termine indica sia il canto popolare natalizio (detto anche la Canta nel senso di una cantata collettiva), sia la ragazza dalla bella voce che sale con una scala in un luogo un po' elevato (albero, muro, palco) e dal quale duetta con il popolo (il Coro) posto in cerchio più in basso di lei.

## La Tradizione
La gente si incontra nei giorni che precedono il Natale nei quartieri della città e rievoca l'atmosfera natalizia dei tempi andati, cantando la  Nina.
La sera della vigilia di Natale tutti i gruppi dei vari quartieri si ritrovano in centro, di fronte alla Ceseta Rossa, e lì si canta la cosiddetta Nina Grande.
È un'espressione popolare autentica, non uno spettacolo. Il fascino della Canta è dato anche dal fatto che nessuno sa chi ha composto la melodia e quando questa tradizione ha avuto inizio. Dalle informazioni pervenute pare risalga al XIV secolo e derivi dai cantastorie del Medioevo. Anticamente la si cantava per nove sere consecutive.
Mentre in letteratura sono numerosi i canti che celebrano il ciclo rituale del solstizio d'inverno (Natale, Capodanno, Epifania), sembra che questa, in cui si ripercorre tutta la vita di Cristo alla vigilia della sua nascita, sia molto più rara.
Infatti è l'unica di tutto il Vicentino: a Montecchio Maggiore la tradizione sembra si sia persa decenni fa, mentre a Thiene è rimasta, conservando il testo originale, tipicamente thienese.
Nel 1986 Mario Cudignotto ha realizzato un filmato sulla Nina.

## Testo della Canta
Versione thienese cantata fino al 1950 circa (dialetto veneto):
1. Nina - La bona sera el Signor ve dona.

1. Coro - Nina! La bona sera el Signor te dona.

2. Nina - Santa Maria in camera stava.

2. Coro - Nina! Tuta la camera la illuminava.

3. Nina - Viene zo dal cielo l'Agnus Dei.

3. Coro - Nina! Per annunciare nostro Signore.

4. Nina - Xe qua Nadale un Dio xe nato.

4. Coro - Nina! In Pasqua a Betania fu battezzato.

5. Nina - L'era innocente come 'na stela.

5. Coro - Nina! No ghe n'è altre al par de quela.

6. Nina - Davanti a Erode i l'ha flagelato.

6. Coro - Nina! E co' una lancia i l'ha flagelato.

7. Nina - I Giudei i l'ha messo in croce.

7. Coro - Nina! Nostro Signore l'era innocente.

8. Nina - L'era innocente come una stela.

8. Coro - Nina! No ghi n'è altre al par de quela.

9. Nina - La stela dora l'altra d'oriente.

9. Coro - Nina! Andemo a casa o bona gente.

10. Nina - La stela dora l'altre doriana.

10. Coro - Nina! La buona sera e andemo a nana.
Versione cantata a Montecchio Maggiore
(un'altra variante riporta "Ohimè mi" in luogo di Ohinème!):
1. Nina - La bona sera, signore done.

1. Coro - Ohinème! La bona sera, signore done.

2. Nina - Che l'è Nadale, el buon Dio fu nato.

2. Coro - Ohinème! Pasquale Efanio fu battezzato.

3. Nina - Nostro Signore lo hanno sperduto.

3. Coro - Ohinème! Per tutto il mondo lo hanno cercato.

4. Nina - E il mezzo al mondo la hanno trovato.

4. Coro - Ohinème! A la colonna streto e legato.

5. Nina - Sulla croce lo hanno metuto.

5. Coro - Ohinème! E con tre chiodi lo hanno inchiodato.

6. Nina - E con i martelli lo han martellato.

6. Coro - Ohinème! Da quele piaghe scorreva il sangue.

7. Nina - Non era sangue e neppure acqua.

7. Coro - Ohinème! Era l'olio di Santa Cresima.

8. Nina - Per cresimare nostro Signore.

8. Coro - Ohinème! Per battezzare il peccatore.

9. Nina - Santa Maria in camera stava.

9. Coro - Ohinème! Non aver paura Santa Maria.

10.Nina - Che noi siamo gli Angele Dei.

10.Coro - Ohinème! Gli Angele Dei corpo portaste.

11.Nina - Corpo portaste di nove mesi.

11.Coro - Ohinème! Dai nove mesi era innocente.

12.Nina - Era innocente sopra una stela.

12.Coro - Ohinème! 'Na stela diana l'altra pagana.

Tutti - La bona sera, che andemo dentro.
Le 23 strofe della Canta, versione thienese dal 1950 circa fino a oggi:
1. Nina - La buona sera il Signore vi doni!

1. Coro - Nina, xe qua Nadale e un Dio xe nato

2. Nina - E il suo Natale va celebrato

2. Coro - Nina, xe qua Nadale e un Dio xe nato

3. Nina - Nato è per l'uomo ch'era perduto

3. Coro - Nina, xe qua Nadale e un Dio xe nato

4. Nina - E il peccatore Egli ha salvato

4. Coro - Nina, e il peccatore Egli ha salvato

5. Nina - Cantiamo dunque il Redentore

5. Coro - Nina, cantiamo sempre gloria al Signore

6. Nina - Sceso è dal cielo per il mondo ingrato

6. Coro - Nina, Egli è disceso per il mondo ingrato

7. Nina - E nella Vergine si è incarnato

7. Coro - Nina, Egli per noi si è incarnato

8. Nina - Ed a Betlemme povero è nato

8. Coro - Nina, Egli a Betlemme povero è nato

9. Nina - Ma dagli Angeli fu circondato

9. Coro - Nina, e dagli Angeli fu circondato

10.Nina - Maria e Giuseppe l'hanno adorato

10.Coro - Nina, Maria e Giuseppe l'hanno adorato

11.Nina - L'hanno adorato anche i pastori

11.Coro - Nina, l'hanno adorato anche i pastori

12.Nina - Anche i Re Magi vennero d'oriente

12.Coro - Nina, anche i Re Magi perché d'oriente

13.Nina - Per offrirgli i loro doni

13.Coro - Nina, hanno offerto i loro doni

14.Nina - Il Gloria gli Angeli hanno cantato

14.Coro - Nina, in terra il Gloria pur noi cantiamo

15.Nina - Ma quindi l'Erode l'ha ricercato

15.Coro - Nina, perché l'Erode l'ha ricercato?

16.Nina - Perché voleva fosse ammazzato

16.Coro - Nina, perché voleva fosse ammazzato?

17.Nina - Ma un Angelo bello scese dal cielo

17.Coro - Nina, anche l'Angelo scese dal cielo?

18.Nina - Fu per condurlo lungi in Egitto

18.Coro - Nina, e fu salvato là nell'Egitto

19.Nina - Or prepariamoci al bel Natale

19.Coro - Nina xe qua Nadale e un Dio xe nato

20.Nina - Cantano gli Angeli Gloria al Signore

20.Coro - Nina, a tutti gli uomini pace e amore

21.Nina - La pace apporti la stella pia

21.Coro - Nina, la buona sera e vado via

22.Nina - La stella d'oro d'amore è il centro

22.Coro - Nina, la buona sera e vado dentro

23.Nina - La stella d'oro ha luce arcana

23.Coro - Nina, la buona sera e vado in nana!